# بينجامين
بينجامين (بالإنجليزية: Benjamín Akoto Asamoah)‏ هو لاعب كرة قدم غاني، ولد في 4 يناير 1994 في أكرا في غانا. لعب مع أتلتيكو مدريد ج.

## وصلات خارجية
- بينجامين على موقع قاعدة بيانات كرة القدم.إي يو (الإنجليزية)
- بينجامين على موقع Soccerway.com (الإنجليزية)